# Киричок Петро Олексійович
Киричок Петро Олексійович ― український вчений, доктор технічних наук, професор, заслужений діяч науки і техніки України, директор Видавничо-поліграфічний інститут НТУУ «КПІ». Сфера наукових інтересів — технологічні процеси та обладнання оздоблювально-зміцнюючої обробки деталей та вузлів машинобудування та поліграфічного устаткування.

## Біографічні відомості
1976 року закінчив Дніпродзержинський індустріальний інститут.
1978—1981 рр. — навчання в аспірантурі, «Київський політехнічний інститут».
1981—2002 рр. — молодший науковий співробітник, асистент, доцент, професор КПІ.
1992—1995 рр. — навчання в докторантурі, «Київський політехнічний інститут».
1995 р. — Захист докторської дисертації за спеціальністю 05.02.08 «Технологія машинобудування»  на тему: «Технологічне забезпечення якості та експлуатаційних властивостей виробів при оздоблювально-зміцнюючій обробці».
2002—2015 рр. — декан, директор Видавничо-поліграфічний інститут НТУУ «КПІ».
2003—2015 рр. — завідувач кафедри технології поліграфічного виробництва.
2014—2019 рр. — проректор з науково-педагогічної роботи (навчально-виховний напрям) Національний технічний університет України «Київський політехнічний інститут імені Ігоря Сікорського».
З 2019 р. по теперішній час — директор Видавничо-поліграфічний інститут НТУУ «КПІ».

## Творчий доробок
Автор 270 публікацій, зокрема 90 патентів та авторських свідоцтв про винахід, 8 монографій, 9 навчальних посібників та підручників, понад 160 статей.
Професор П. О. Киричок є керівником наукової школи «Технологічне забезпечення видавничо-поліграфічного виробництва, техніки, процесів і систем репродукування», що діє в межах Видавничо-поліграфічного інституту НТУУ «КПІ ім. Ігоря Сікорського».
Професор П. О. Киричок є керівником наукової групи «ВПІ-08 Технологічне забезпечення якості та експлуатаційних властивостей поліграфічного обладнання», що діє в межах Видавничо-поліграфічний інститут НТУУ «КПІ».

## Нагороди та відзнаки
- «Заслужений діяч науки і техніки України»